# يوحنا العاشر يازجي
يوحنا العاشر يازجي، هو بطريرك أنطاكية وسائر المشرق للروم الأرثوذكس الثامن والخمسون بعد المئة. انتخب في ديسمبر 2012 وتولى مهامه رسميًا في 10 فبراير 2013. ولد البطريرك في اللاذقية، وإلى جانب كونه سوري، فقد منحه الرئيس اللبناني ميشال سليمان الجنسيّة اللبنانية بعد انتخابه، وقد درس اللاهوت في معهد القديس يوحنا الدمشقي اللاهوتي بجامعة البلمند في لبنان وفي جامعة أرسطو باليونان، وكان قبلاً قد درس الهندسة في جامعة تشرين. يعتبر البطريرك إصلاحيًا، ومهتمًا بالحوار المسكوني؛ وأول بطريرك من خريجي جامعة البلمند.

## حياته
ولد يوحنا العاشر عام 1955 في اللاذقية، لأب سوري وأم لبنانية من عكار شمالي لبنان. درس الهندسة المدنية في جامعة تشرين، ونشط في الخدمة الكنسية، وأسس مدرسة لتعليم الموسيقى البيزنطية في المدينة. انخرط في سلك اللاهوت وحصل على شهادة اللاهوت عام 1978 من معهد القدّيس يوحنّا الدّمشقي اللّاهوتي التابع حالياً لجامعة البلمند وألحقها بدرجة الدكتوراه من جامعة سالونيك في اليونان عام 1983، كما حصل على دبلوم في الموسيقى الكنسية من المعهد العالي للموسيقى البيزنطية في جامعة سالونيك عام 1981. رُسِّم شمّاسًا عام 1979 وكاهنًا في أبرشية اللاذقية عام 1983، ودرس مادة الليتورجيا في جامعة البلمند منذ 1981 ثم غدا عميد الكلية عام 1988 واستمر في عمادتها حتى 1991، ولولاية ثانية بين 2001 - 2005 تولّى خلالها أيضًا رئاسة دير سيدة البلمند البطريركي. تولّى أيضًا بين 1993 - 2005 رئاسة دير مار جرجس الحميراء في وادي النصارى في سوريا، وأسس مدرسة التنشئة الإكليريكية فيه، كما عُيِّن الأب الروحي لراهبات دير السيدة في طرطوس. انتخب أسقف على وادي النصارى حتى 2008، حين عاد المجمع الإنطاكي انتخابه ميتروبوليت على أوروبا.

## بطريركيته

### الانتخاب والتنصيب
انتخب في 17 ديسمبر 2012 بطريركًا على أنطاكية وسائر المشرق، شارك في الانتخاب 18 أسقفًا وتغيب لدواعي صحيّة اثنان، حاز البطريرك المنتخب على 12 صوت في جولة الاقتراع الثانية، وبالتالي غدا خليفة أغناطيوس الرابع بعد مجمع انتخابي قصير. تسلم السدة البطريركية رسميًا في 10 فبراير 2013 في كنيسة الصليب المقدس في القصاع بدمشق. حضر حفل التنصيب عدد من البطاركة بمن فيهم غير أرثوذكس مثل غريغوريوس الثالث لحام بطريرك أنطاكية للروم الملكين الكاثوليك، وبشارة بطرس الراعي بطريرك أنطاكية للموارنة، في أول زيارة يقوم بها بطريرك ماروني إلى دمشق منذ عهد البطريرك أنطون بطرس عريضة. كما أبرق البابا بندكت السادس عشر إلى البطريرك برسالة «تهنة ومودة». مثلّ الدولة السورية رئيس مجلس الشعب محمد جهاد اللحام، وعدد من الوزراء، وحضر عدد من السفراء، غير أن معظم السفراء العرب والغربيين سفارتهم مغلقة في دمشق ما منع من وجود تمثيل دبلوماسي واسع. بعد التنصيب، أقيم قداس احتفالي في 13 فبراير في بيروت حضره رئيس الجمهورية اللبنانية ميشال سليمان وأركان الدولة اللبنانية.

### الإصلاح، وحدة المسيحيين
خلال بيان البطريركية الذي تلاه البطريرك خلال حفل التنصيب، أعلن أنه سيطلق ورشة إصلاحات ليتورجية وإدارية في الكنيسة الأرثوذكسية بغية تطويرها وتحديثها، وقال البطريرك أيضًا أنه «لن يكتف بالصلاة من أجل وحدة المسيحيين» بل أنه سيقوم بخطوات «جريئة ونبية» من أجل تفعيل العمل المسيحي المشترك؛ وعبر أنه «يحترم ويجل كثيرًا البابا بندكت السادس عشر» بعيد استقالته، وشدد على قيم العيش المشترك مع المسلمين.

### في السياسة
رفض البطريرك أخد موقف سياسي مع أحد أطراف الأزمة السورية، وقال أن المسيحيين يجب أن يكونوا «جسر واصل بين الأفرقاء المتخاصمين»، وشدد على أهمية الحرية والعدالة الاجتماعية وقال «بأننا نرفض العنف والقتل لأي سبب كان وبأي شكل كان»، والحوار بين الأفرقاء بغية الوصول إلى حل سياسي للأزمة؛ وقد اعتبر أن «الحوار والحل السياسي هو باب الخلاص في سوريا»، بكل الأحوال فقد حافظ البطريرك على الزيارة البرتوكولية التي يقوم بها البطريرك المنتخب إلى رئيس البلاد، والتقى بشار الأسد في دمشق.

### خطف مطراني حلب
في 22 أبريل 2013 اختطف شقيق البطريرك المطران بولس يازجي، رئيس أساقفة حلب للروم الأرثوذكس خلال عودته من مهمة إنسانيّة من ريف المدينة برفقة رئيس أساقفة حلب للسريان الأرثوذكس المطران يوحنا إبراهيم الذي خطف بدوره في حين قُتل السائق، وقيل أن المهمة الإنسانية كانت فك أسر مخطوفين، وقد تواترت أنباء عن كون الخاطفين شيشان. بعد أن طالت مدة الخطف، أصدر البطريرك بيانًا في أحد الشعانين دعا فيها الكنائس إلى إلغاء «الاحتفالات الخارجية» وربط شريطًا أسود على الصليب وحاملات الشمع، مع إنشاد الترتيلة التقليدية «إني أنا عبدك» والتي كتبها بطريرك القسطنطينية يوحنا الصوّام طلبًا لتحرر المدينة من إحدى هجمات البرابرة فتمّ له الأمر، وكان البابا فرنسيس قد طالب فورًا بإطلاق سراح المطرانين وكذلك منظمة التعاون الإسلامي، واعتبرته عملاً منافيًا لتعاليم الإسلام.

## مواقع خارجية
- من هو البطريرك اليازجي؟ - تلفزيون الجديد.
- حوار البطريرك اليازجي مع روسيا اليوم - روسيا اليوم.

| سبقه إغناطيوس الرابع هزيم | بطريرك أنطاكية 2013 - | تبعه - |